# Chortiatis (Gemeindebezirk)
Chortiatis (griechisch Χορτιάτης (m. sg.); englische Transkription Hortiatis) ist ein Gemeindebezirk der Gemeinde Pylea-Chortiatis in der griechischen Region Zentralmakedonien im Osten Thessalonikis. Der Name ist dem gleichnamigen Bergmassiv mit einer maximalen Höhe von 1201 m entlehnt.
Chortiatis war Schauplatz eines Kriegsverbrechens der deutschen Wehrmacht.

## Geschichte
In der Antike war das Gebiet der heutigen Gemeinde Chortiátis sowie die gesamte Region des Chortiátis-Massivs von der Volksgruppe der Kissitäer (altgriechisch Κισσείται) besiedelt: die Kissitäer wurden in den Tributlisten des Attischen Seebunds erwähnt.
Die Ortschaft Chortiátis geht auf ein spätbyzantinischer Zeit (ca. 1300) vorhandenes Kloster namens Chortaïtes auf den nördlichen Abhängen des Chortiátis zurück. Dieses versorgte die Stadt Thessaloníki und die Region östlich von ihr mit Wasser mittels eines Aquädukts, dessen Überreste teilweise erhalten sind. Im frühen 15. Jahrhundert bildete eine Basilika aus dem späten 12. Jahrhundert unmittelbar vor den Klostergebäuden den Kern für eine Siedlung, das Chortiátis Kástron. 1403 fiel das Chortiátis Kástron nach zwischenzeitlicher Besetzung durch das Osmanische Reich - wie auch die angrenzende Stadt Thessaloniki - wieder an das Byzantinische Reich. 1423 wurde Thessaloniki der Republik Venedig zur Verteidigung gegen das Osmanische Reich übergeben: die Festung Chortiátis, Chortiátis Kástron, wurde vom Osmanischen Reich besetzt.
Die Ortschaft Asvestochóri war zu Beginn ihres Bestehens unter dem Namen Neochóri bekannt; Der Beginn der Siedlungsgeschichte Asvestochóris wird einigen Autoren zufolge auf das 16. Jahrhundert (osmanische Zeit), anderen Autoren zufolge auf das 14. Jahrhundert wegen einer Neochóri erwähnenden Chrysobulle des byzantinischen Kaisers Andronikos IV. datiert.
Im Reiseführer von Karl Baedeker von 1914 wurde das Dorf Chortiátis als Chortiaschköy erwähnt.
Gegen Ende der Besatzungszeit durch die Achsenmächte im Zweiten Weltkrieg wurde die Ortschaft Chortiátis zum Schauplatz eines Kriegsverbrechens. Bei dem Massaker von Chortiatis wurden 149 Bewohner der Ortschaft durch das Jagdkommando Schubert, einer Wehrmachtseinheit aus griechischen Kollaborateuren unter dem Kommando von Fritz Schubert, im Rahmen einer „Vergeltungsaktion“ ermordet. Teile der Tötungen wurden auch als Verbrennungen bei lebendigem Leibe durchgeführt.
Nach dem Zweiten Weltkrieg und während des Griechischen Bürgerkrieges 1946 bis 1949 wurden in der Ortschaft Asvestochóri Tuberkulose-Kranke konzentriert. Unter Federführung der United Nations Refugee Relief Agency (UNRRA) wurde für Kosten von einer Million US-Dollar ein Sanatorium für Menschen mit Tuberkulose in Asvesstochóri errichtet.
Ende Januar 2001 wurden auf dem Gebiet der Gemeinde in der Nähe der Ortschaft Asvestochóri 3 g Plutonium in Form von 245 Metallplatten gefunden.

## Verwaltungsgliederung
Anlässlich der Gebietsreform 1997 wurde die Gemeinde Chortiatis aus den zuvor selbständigen Landgemeinden (κοινότητες kinótites) Chortiatis, Asvestochori, Exochi und Filyro gebildet. Der Ort Asvestochori war Verwaltungssitz der Gemeinde. Mit der Umsetzung der Verwaltungsreform 2010 wurde diese mit zwei weiteren Gemeinde zur Gemeinde Pylea-Chortiatis fusioniert und bilden seitdem Gemeindebezirke. Der Gemeindebezirk Chortiatis ist in drei Stadtbezirke und eine Ortsgemeinschaft untergliedert.
| Stadtbezirk Ortsgemeinschaft | griechischer Name                | Code     | Fläche (km²) | Einwohner 2011 | Städte und Siedlungen |
| ---------------------------- | -------------------------------- | -------- | ------------ | -------------- | --------------------- |
| Asvestochori                 | Δημοτική Κοινότητα Ασβεστοχωρίου | 07120301 | 34,598       | 6393           | Asvestochori, Kranos  |
| Exochi                       | Τοπική Κοινότητα Εξοχής          | 07120302 | 02,477       | 1280           | Exochi                |
| Filyro                       | Δημοτική Κοινότητα Φιλύρου       | 07120303 | 16,285       | 5495           | Filyro                |
| Chortiatis                   | Δημοτική Κοινότητα Χορτιάτη      | 07120304 | 57,049       | 4873           | Chortiatis            |
| Gesamt                       | Gesamt                           | 071203   | 110,409      | 18.041         |                       |

## Sehenswürdigkeiten
- Chortiátis: Byzantinische Kirche Metamórfosi[15]